# Sự cố vịnh Oman tháng 5 năm 2019
Vào ngày 12 tháng 5 năm 2019, bốn tàu thương mại đã bị hư hại ngoài khơi bờ biển Fujairah ở Vịnh Ô-man. Các tàu bao gồm hai tàu chở dầu đã đăng ký của Ả Rập Saudi, một tàu chở dầu đã đăng ký của Na Uy và một tàu chở dầu có đăng ký của Các Tiểu vương quốc Ả Rập Thống nhất. Các con tàu đã được neo đậu trên lãnh hải của Các Tiểu vương quốc Ả Rập Thống nhất để làm hầm ở Cảng Fujairah. Bộ Ngoại giao Các Tiểu vương quốc Ả Rập Thống nhất báo cáo rằng các tàu đã bị "tấn công phá hoại".Họ đã mở một cuộc điều tra điều tra chung với Hoa Kỳ và Pháp, thu được kết quả đánh giá điều tra ban đầu xác định rằng các lỗ từ 1.5 đến 3 mét trên thân tàu có thể là do thuốc nổ.